# Агоштінью
Агоштінью (порт. Agostinho, нар. 15 вересня 1975, Пасуш-де-Феррейра) — португальський футболіст, що грав на позиції півзахисника.

## Клубна кар'єра
У дорослому футболі дебютував 1993 року виступами за команду «Віторія» (Гімарайнш), в якій провів два сезони, взявши участь у 27 матчах чемпіонату.
У віці 20 років Агоштінью перейшов у резервну команду іспанського гранда «Реал Мадрид» — «Реал Мадрид Кастілья». Перший досвід гри за кордоном виявився невдалим, оскільки він зіграв тільки два матчі за "Кастілью"і забив один гол, а потім перейшов в «Севілью», де не зіграв жодного разу. Наступні три сезони футболіст провів у другому іспанському дивізіоні, в таких клубах, як: «Саламанка», «Лас-Пальмас» і «Малага». Більшість часу, проведеного у складі «анчоусів», був основним гравцем команди і в сезоні 1998/99 він об'єднався зі співвітчизником Едгаром Пашкеу, щоб допомогти «андалузцям» потрапити в Ла-Лігу, забивши в тому сезоні 38 матчів і три голи. Після цього провів ще два сезони у Ла Лізі за клуб з Малаги, а потім на правах оренди за французький «Парі Сен-Жермен».
У сезоні 2002/03 Агоштінью грав на батьківщині за «Морейренсе» у вищому дивізіоні, після чого рік виступав в іспанській Сегунді за «Полідепортіво», а протягом 2001—2008 років знову захищав кольори португальських клубів «Фелгейраш», «Ріу-Аве» та «Валдевеш».
Завершив професійну ігрову кар'єру у клубі «Паленсія», за який виступав протягом 2008—2010 років і у першому сезоні допоміг команді вийти з Терсери до Сегунди Б, третього за рівнем дивізіону Іспанії.

## Виступи за збірні
1995 року у складі юнацької збірної Португалії (U-20) взяв участь у молодіжному чемпіонаті світу в Катарі, де забив 3 голи і допоміг команді здобути бронзові нагороди.
Протягом 1996—1997 років залучався до складу молодіжної збірної Португалії. На молодіжному рівні зіграв в 7 офіційних матчах.